# Голосовое управление
Голосовое управление — способ взаимодействия с устройством при помощи голоса. В отличие от распознавания речи, голосовое управление предназначено для ввода управляющих команд — например, «открыть файл», «показать погоду на завтра», «выключить звук». И хотя с помощью системы голосового управления можно вводить и контент (числа и текст), такой ввод будет крайне некомфортным, поскольку оператору придётся делать четкие паузы между отдельными словами.
Первыми бытовыми устройствами с голосовым управлением были стиральные машины и сотовые телефоны. В настоящее время голосовое управление имеют бытовые компьютеры, автомобили, музыкальные центры, кондиционеры, лифты и проч.
Распознавание отдельных команд несколько проще, чем распознавание слитного текста, и не требует значительных вычислительных мощностей. Благодаря этому сегодня существует богатый выбор программного обеспечения и оборудования (специализированных цифровых сигнальных процессоров), имеющих небольшую стоимость и высокое качество распознавания команд.

## Программное обеспечение
- Microsoft Windows: Vista, Windows 7 и 8 (компонент операционной системы).
- Mac OS X (компонент операционной системы).
- OS/2 Warp 4 (компонент операционной системы).
- Microsoft Voice Command для карманного персонального компьютера.
- Dragon NaturallySpeaking
- IBM ViaVoice
- Speereo Speech Engine
- linguatec Voice Pro (ранее была построена на IBM VoiceType, сейчас — на движке от Microsoft).
- Речевые технологии Yandex SpeechKit от Яндекса[1]
- Lexy.

## Аппаратные средства
```
Микрофон (обязателен для восприятия команд/речи)
Блок управления
```